# Гие, Антон
Антон Фрайхерр фон Гие (также Гуэ-Глунек); 26 мая 1807 , Гляйнк близ Штайра - 8 декабря 1894, Вена, Австро-Венгрия) — австрийский юрист, правовед, педагог, доктор права, профессор, ректор Венского университета (1871-1872), государственный деятель и политик. Почётный гражданин Вены (с 1886).

## Биография
В 1825-1829 годах обучался в университете Вены, где в 1831 году получил степень доктора права. Занимался юридической практикой и преподавал в Венском университете с 1832 года. С 1833 года читал лекции по праву в высшей школе Терезианума, с 1834 года работал также архивариусом юридического факультета Венского университета.
Был профессором уголовного права в Вене. Любимый молодежью, был её вожаком во время мартовских выступлений в 1848 г. 
Летом того же года назначен генеральным секретарем министерства юстиции, в котором работал до 1867 г. Автор уголовного кодекса 1852 г. Принимал активное участие в принятии законов (особенно Закона о печати 1849 г., Уголовных кодексов 1852 и 1861 гг., Уголовно-процессуального кодекса 1853 г.). В 1867 г. занимал посты министра юстиции и одновременно министра народного просвещения и культов. 
С 1869 г. — член имперского суда и палаты господ Рейхсрата, где был одним из выдающихся деятелей либеральной партии. Позже продолжал заниматься правосудием и юридической наукой, заседал в ландтаге Нижней Австрии. 